# Larry Rapp
Larry Rapp (20. februar 1948) er en amerikansk skuespiller. Han var nok bedst kendt for sin rolle som Fat Moe i Der var engang i Amerika.; 

## Filmografi
| År   | Film                     | Rolle   | Bemærkninger |
| ---- | ------------------------ | ------- | ------------ |
| 1982 | Dear Mr. Wonderful       | Arnold  |              |
| 1984 | Der var engang i Amerika | Fat Moe |              |
| 1985 | Half Nelson              |         |              |